# Campeonato Mato-Grossense 1980
In 1980 werd het 38ste Campeonato Mato-Grossense gespeeld voor voetbalclubs uit de Braziliaanse staat Mato Grosso. De competitie werd georganiseerd door de FMF en werd gespeeld van 28 juni tot 26 november. Mixto werd kampioen.

## Eerste toernooi
De vijf beste clubs en de club die daarbuiten het meeste aantal toeschouwers haalde gingen naar het tweede toernooi. 

### Groep A
| Plaats | Club            | Wed. | W  | G | V | Saldo | Ptn. |
| ------ | --------------- | ---- | -- | - | - | ----- | ---- |
| 1.     | Mixto           | 12   | 10 | 2 | 0 | 40:10 | 22   |
| 2.     | União           | 12   | 4  | 4 | 4 | 13:6  | 12   |
| 3.     | Barra do Garças | 12   | 3  | 4 | 5 | 12:14 | 10   |
| 4.     | Palmeiras       | 12   | 3  | 3 | 6 | 9:17  | 9    |

|  | Geplaatst voor finale en voor tweede toernooi |
|  | Geplaatst voor tweede toernooi                |

### Groep B
| Plaats | Club                      | Wed. | W | G | V | Saldo | Ptn. |
| ------ | ------------------------- | ---- | - | - | - | ----- | ---- |
| 1.     | Operário Várzea-Grandense | 12   | 4 | 7 | 1 | 15:11 | 15   |
| 2.     | Dom Bosco                 | 12   | 3 | 4 | 5 | 14:15 | 10   |
| 3.     | Humaitá                   | 12   | 1 | 4 | 7 | 7:37  | 6    |

|  | Geplaatst voor finale en voor tweede toernooi           |
|  | Geplaatst voor tweede toernooi                          |
|  | Geplaatst voor tweede toernooi door meeste toeschouwers |

### Finale
De winnaar krijgt één bonuspunt in het tweede toernooi. 
|                     |                   |       |          |  |
| 17 september Finale | Mixto             | 1 – 0 | Operário |  |
| 17 september Finale | Toninho Campos 2' |       |          |  |

## Tweede toernooi

### Groep C
| Plaats | Club      | Wed. | W | G | V | Saldo | Ptn. |
| ------ | --------- | ---- | - | - | - | ----- | ---- |
| 1.     | Mixto     | 10   | 5 | 2 | 3 | 17:11 | 13   |
| 2.     | Dom Bosco | 9    | 3 | 2 | 4 | 11:9  | 8    |
| 3.     | Humaitá   | 10   | 1 | 1 | 8 | 6:26  | 3    |

|  | Geplaatst voor finale |

### Groep D
| Plaats | Club                      | Wed. | W | G | V | Saldo | Ptn. |
| ------ | ------------------------- | ---- | - | - | - | ----- | ---- |
| 1.     | União                     | 10   | 6 | 2 | 2 | 12:6  | 14   |
| 2.     | Operário Várzea-Grandense | 10   | 4 | 3 | 3 | 14:10 | 11   |
| 3.     | Barra do Garças           | 9    | 4 | 2 | 3 | 13:11 | 10   |

|  | Geplaatst voor finale |

### Finale
|                              |                           |       |                  |  |
| 16 november Eerste wedstrijd | Mixto                     | 2 – 1 | União            |  |
| 16 november Eerste wedstrijd | Gilmar 32' (pen) Bife 89' |       | 41' Mário Sérgio |  |

|                              |           |       |            |  |
| 16 november Tweede wedstrijd | União     | 1 – 1 | Mixto      |  |
| 16 november Tweede wedstrijd | Édson 19' |       | 30' Tostão |  |

|                             |                      |       |       |  |
| 26 november Derde wedstrijd | Mixto                | 2 – 0 | União |  |
| 26 november Derde wedstrijd | Ademar 62' Bife 829' |       |       |  |

### Kampioen
| Campeonato Mato-Grossense de 1980 |
| Mato-Grosso                       |
| --------------------------------- |
| MIXTO Kampioen (17° titel)        |